# Travelling compensado

Arriba: Vista de travelling compensado, Abajo : Vista del plan de travelling compensado (para ver los efectos, hacer clic sobre la imagen).

El travelling compensado, Dolly Zoom, Zolly, efecto vértigo o retrozoom, es un efecto cinematográfico que consiste en combinar un zoom atrás con un travelling (desplazamiento) adelante, o a la inversa, un zoom adelante con un travelling atrás. Al compensarse los dos efectos, el objeto principal mantiene el mismo tamaño en el encuadre, y solamente cambia la perspectiva con la que se ve el fondo.
Por ejemplo, si la cámara se aleja, y simultáneamente se retrae el campo de manera que el sujeto u objeto central no cambia de talla aparente. Obviamente, al proceder de esta manera, el plano de fondo se estrechará atrás, lo que podría crear una sensación de malestar o de vértigo. En efecto, nuestro sistema de visión utiliza a la vez la perspectiva y el tamaño para construir sus puntos de referencia, y esta distorsión entre un tamaño inalterado y una perspectiva que evoluciona ciertamente es desestabilizante.
Es decir, se trata de combinar un cambio en la distancia focal del objetivo a la vez que se desplaza la cámara en el eje óptico de la misma. Estas dos acciones se ajustan o sincronizan para que el motivo del primer plano mantenga un tamaño aproximadamente constante en el encuadre durante el efecto. El efecto tiene como consecuencia un cambio aparente de la distancia entre el primer plano y el fondo. Este efecto también es llamado zoom compensado, contra-zoom, trans-trav, o zoom de Hitchcock. 

## Historia
Precisamente, este recurso fue utilizado reiteradamente por Alfred Hitchcock en el filme Vértigo, cuando Scottie (James Stewart), quien sufre vértigo, mira la calle hacia abajo (a 4 minutos del principio de la película), y más adelante, cuando el mismo Scottie mira el bajo de una escalera (dos planos hacia el minuto 73 de la película, y dos otros planos hacia el minuto 118). Hitchcock empezó a conceptualizar la idea del dolly zoom como recurso cinematográfico durante el rodaje de Rebecca (particularmente en relación con la escena en que Joan Fontaine se desmaya); no obstante, no fue hasta el año 1958, mientras dirigía Vértigo, que acabó de idear la técnica con su cámara Irmin Roberts. Inicialmente, se estimaba que filmar el efecto costaría unos cincuenta mil dólares a causa de las complejidades técnicas que implicaba manipular la cámara verticalmente del modo deseado. Al final, el travelling-zoom fue rodado usando una maqueta horizontal, lo cual redujo su coste a diecinueve mil dólares.
Hitchcock también utiliza este procedimiento en Psicosis, pero en el cine esta técnica verdaderamente se democratiza a partir de Tiburón, con un plano que pasó a ser célebre en la historia del cine, cuando el jefe de policía (Roy Scheider) visualiza desde la playa un ataque de tiburón (minuto 16 del filme).
Con posterioridad, de nuevo se encuentra este efecto en Poltergeist —hacia el final de la película, cuando Diane Freeling (JoBeth Williams), en dirección hacia el cuarto de sus hijos, ve cómo el pasillo se alarga hasta el infinito—, en Uno de los Nuestros —cuando Henry Hill (Ray Liotta) y James Conway (Robert De Niro) están reunidos en un restaurante, hablando de viajar a Miami para liquidar a un soplón—, en El Señor de los Anillos: la Comunidad del Anillo —cuando Frodo Bolsón (Elijah Wood) por primera vez siente que se aproximan los caballeros negros en el bosque—, en Sí, pero... —cuando Eglantine (Émilie Dequenne) comprende de pronto lo que le ha transmitido su madre, en el minuto 86—, en El odio, en Les Rivières Pourpres, y también en El rey león, cuando Simba observa los ñus descender del acantilado hacia él.
Aunque se suele atribuir a Alfred Hitchcock como el primer director en utilizarlo, esto no es del todo cierto, pues Akira Kurosawa lo utiliza 10 años antes en el film El Perro Rabioso sobre el minuto 114, cuando el detective y el asesino de la película se encuentran cara a cara en la estación del tren.
También el mismo procedimiento es utilizado por Steven Spielberg al principio del film E.T., cuando los hombres que buscan al extraterrestre observan los pabellones de los suburbios, donde ese ser se esconde. Por su parte, François Truffaut utiliza la misma técnica en Jules et Jim, cuando los dos amigos descubren la estatua de la mujer de sus sueños, y también en Fahrenheit 451.
Este efecto igualmente puede ser combinado con animaciones asistidas por ordenador, y un ejemplo de esto es la escena donde Neo vuela en The Matrix Reloaded. Igualmente este efecto puede ser realizado de manera digital en un entorno de animación 3D efectuando zoom hacia adelante (más tele) o zoom hacia atrás (más angular) combinado con un travelling hacia atrás o hacia adelante, y un ejemplo de ello es visible en el filme Irréversible de Gaspar Noé. El efecto digital por cierto es muy corriente en los vídeo-clips.

## Óptica
En la mayoría de los casos, cabe suponer que el espacio de la imagen y el espacio del objeto están en el mismo medio. Por consiguiente, para un objeto enfocado, la distancia entre la lente y el plano de imagen {\displaystyle s_{\text{i}}}, la distancia entre la lente y el objeto {\displaystyle s_{\text{o}}} y la distancia focal {\displaystyle f} están relacionadas por
{\displaystyle {1 \over s_{i}}+{1 \over s_{o}}={1 \over f}}
Entonces la magnificación transversal es
{\displaystyle M={s_{\text{i}} \over s_{\text{o}}}={f \over (s_{\text{o}}-f)}.}
La magnificación axial {\displaystyle M_{\text{ax}}} de un objeto {\displaystyle s_{\text{o}}} es el índice de cambio de la distancia lente-imagen {\displaystyle s_{\text{i}}} a medida que la distancia lente-objeto {\displaystyle s_{\text{o}}} cambia. Para un objeto de profundidad finita, se puede concebir la magnificación axial media como la ratio de la profundidad de la imagen y la profundidad del objeto:
{\displaystyle M_{\text{ax}}=\left|{d \over d(s_{\text{o}})}{s_{\text{i}} \over s_{\text{o}}}\right|=\left|{d \over d(s_{\text{o}})}{f \over (s_{\text{o}}-f)}\right|=\left|{-f \over (s_{\text{o}}-f)^{2}}\right|={M^{2} \over f}.}
Se observa que si la magnificación se mantiene constante, como más grande sea la longitud focal menor será la magnificación axial, y como más pequeña sea la longitud focal mayor será la magnificación axial. Es decir, cuando se usa una mayor longitud focal para mantener la misma magnificación M mientras se la cámara/lente se distancia del objeto, los objetos parecen más superficiales, y las distancias axiales entre objetos más cortas. Lo contrario —una magnificación axial aumentada— sucede con longitudes focales menores mientras la cámara/lente se desplaza hacia el objeto.

### Calculando distancias
Con tal de conseguir el efecto, la cámara debe estar posicionada a una determinada distancia del objeto que supuestamente tiene que mantenerse quieto durante el dolly zoom. La distancia depende de cómo de amplia es la escena que se desea grabar y del campo de visión (FOV) de la lente de cámara. Antes de calcular las distancias necesarias en los distintos campos de visión, la anchura constante de la escena debe ser calculada:
{\displaystyle {\text{distance}}={\frac {\text{width}}{2\tan \left({\frac {1}{2}}{\text{FOV}}\right)}}.}
Por ejemplo, un campo de visión de 90° y una distancia de 2 metros dan una anchura constante de 4 metros, permitiendo que un objeto de 4 metros de ancho se mantenga quieto dentro del plano durante el efecto.

### Distorsión del motivo central
Pese al estatismo del objeto central dentro del encuadramiento, este puede sufrir distorsiones ópticas dependiendo de su forma. Si, por ejemplo, el objeto que permanece inmóvil durante el dolly zoom es una persona, sus rasgos faciales serán distorsionados, dado que la distancia aparente entre las facciones a distinta profundidad (nariz, ojos, orejas) variará a causa de la compresión o el alargamiento del espacio, ya que se encontrarán a distancias distintas respecto a la cámara/lente. Si se reduce la magnificación axial el rostro se allanará, mientras que si esta se aumenta, los rasgos faciales se alargarán. Un ejemplo del segundo efecto es el uso del dolly zoom en Tiburón.

### Dolly zoom sin motivo central
Un dolly zoom también puede ser aplicado sin necesidad de un motivo central que permanezca estático. Esto generará el efecto de compresión o estiramiento del espacio propios de la disminución o aumento de la magnificación axial sin un objeto fijo. Este efecto conlleva una cierta sensación de mareo al no tener los ojos, como sucedía en el caso anterior, un punto fijo dentro del plano donde reposar. El efecto descrito es, por ejemplo, el que usó Hitchcock en Vértigo.

## Emulación del efecto en posproducción[2][3]
Aparte de poder realizar esta técnica como ya se ha especificado, existe la opción de conseguir el efecto en posproducción. Para llevarla a cabo, primero, se debe colocar el personaje en el centro del encuadre y realizar un travelling hacia atrás. Luego se pasará a editar la toma en un software de edición específico, en este caso se explica cómo editarlo a partir del programa After Effects. 
Una vez que se coloca la toma en la línea de tiempo de la interfaz del programa, habrá que buscar los puntos en ésta en que se inicia y se termina el movimiento realizado con la cámara, que será donde se editará la toma. Si cuando ésta se rodaba el travelling se ha realizado adelante, se debe reducir el tamaño de la imagen usando fotogramas clave o keyframes para controlar el tamaño y la velocidad al mismo tiempo, ya que la buena combinación de ambos será la que cree el efecto de alejamiento. De esta forma, el sujeto se moverá lentamente desde un cuadro intermedio, por lo que es preferible utilizar una cuadrícula de regla de los tercios para mantenerlo en el centro mediante la automatización simple de fotogramas clave mientras se ajusta la posición de la imagen simultáneamente. 
Existen ciertas limitaciones en esta técnica. Por ejemplo, es muy recomendable que se realice la toma con el sujeto en el centro del cuadro, ya que la imagen general será muy recortada para crear el efecto. Además, se debe usar una cámara capaz de grabar vídeos en una resolución mínima 3K para poder producir el efecto sin que aparezca demasiado grano, obteniendo una resolución de 1080p como formato de entrega final, incluso si se ha grabado en 4K. Con esta técnica se podrán obtener resultados decentes, y aunque estos no serán de una calidad al nivel del efecto práctico en sí, este método resulta útil para producciones con limitaciones.